# هارولد كايت
هارولد كايت (بالإنجليزية: Harold Kite) هو سائق سباق أمريكي، ولد في 13 نوفمبر 1921 في إيست بوينت في الولايات المتحدة، وتوفي في 17 أكتوبر 1965 في كونكورد في الولايات المتحدة.